# Wilhelm Crisolli
Wilhelm Crisolli foi um militar alemão (Berlim, 20 de Janeiro de 1895-12 de Setembro de 1944).

## Biografia
Nascido em Berlim, Império Alemão, em 20 de Janeiro de 1895. Wilhelm Crisolli foi um oficial cadete em Agosto de 1914. Serviu numa unidade de rifles, encerrando a Primeira Guerra Mundial como um Leutnant. Crisolli comandou diversas unidades de cavalaria durante o período de entre-guerras.
Como um Oberstleutnant no início da Segunda Guerra Mundial, foi o comandante de um Batalhão do Schutzen.Rgt. 8. Foi promovido para Oberst em 1 de Agosto de 1941 e após para Generalmajor em 1 de fevereiro de 1944 e para Generalleutnant em 25 de Março de 1945, com uma série de comandos nas tropas motorizadas e panzer (tanques): Schutzen Rgt. 8 (3 de Junho de 1940), Schutzen Brig. 13 (1 de Maio de 1942), 13ª Divisão Panzer (1 de Dezembro de 1942), 16. Panzergrenadier Division (20 de Maio de 1943), 333ª Divisão de Infantaria (10 de Julho de 1943, m.d.F.b.), 6ª Divisão Panzer (25 de Julho de 1943, m.d.F.b.). Em 25 de Novembro de 1943, assumiu o comando da 20. Luftwaffen-Feld-Div., unidade na qual lutou na Itália.
Foi morto em ação por partisans Italianos em 12 de Setembro de 1944. O fato ocorreu próximo à cidade de Pistoia, Itália.

## Condecorações
Foi condecorado com a Cruz de Cavaleiro da Cruz de Ferro (15 de Julho de 1941).